# RSK電視台
RSK電視台（日语：RSKテレビ）是RSK山陽放送的電視服務。RSK是TBS電視台聯播網（JNN）的成員，無線電台呼號是JOYR-DTV（岡山 21ch），頻道號碼是6頻道，播出範圍涵蓋岡山縣和香川縣。
RSK在電視開播之初同時加入了日本電視台和東京電台電視台（現TBS電視台）的聯播網。1959年之後，RSK電視台成為TBS聯播網的成員。

## 外部連結
- RSK山陽放送 電視TOP （页面存档备份，存于）（日語）
- RSK電視台（RSK山陽放送）的X（前Twitter）
- RSK Sanyo Broadcasting （页面存档备份，存于） - TMDb